# Leonardo Barros
Leonardo Barros es un deportista angoleño que compite en judo. Ganó una medalla de oro en los Juegos Panafricanos de 2023 y dos medallas en el Campeonato Africano de Judo, bronce en 2024 y plata en 2025.

## Palmarés internacional
| Juegos Panafricanos | Juegos Panafricanos      | Juegos Panafricanos | Juegos Panafricanos |
| Año                 | Lugar                    | Medalla             | Categoría           |
| ------------------- | ------------------------ | ------------------- | ------------------- |
| 2023                | Acra (Ghana)             | Medalla de oro      | –60 kg              |
| Campeonato Africano |                          |                     |                     |
| Año                 | Lugar                    | Medalla             | Categoría           |
| 2024                | El Cairo (Egipto)        | Medalla de bronce   | –60 kg              |
| 2025                | Abiyán (Costa de Marfil) | Medalla de plata    | –60 kg              |